# بومانت (ویسکانسین)
بومانت (به انگلیسی: Beaumont) یک منطقهٔ مسکونی در ایالات متحده آمریکا است که در دوور واقع شده‌است. بومانت  ۲۴۴٫۱۵ متر بالاتر از سطح دریا واقع شده‌است.